# Cabañas del Castillo
Cabañas del Castillo ist ein Ort und eine Gemeinde (municipio) mit 407 Einwohnern (Stand: 2024) im Südosten der Provinz Cáceres in der Autonomen Region Extremadura im Zentralspanien. Zur Gemeinde gehören auch die Weiler (pedanías) Retamosa, Roturas und Solana.

## Lage
Die Gemeinde Cabañas del Castillo liegt in den Bergen der Sierra de Villuercas (auch Sierra de Guadalupe genannt), einem Teilabschnitt der Montes de Toledo gut 100 km (Fahrtstrecke) östlich der Provinzhauptstadt Cáceres in einer Höhe von ca. 775 m. Der in ganz Spanien berühmte Wallfahrtsort Guadalupe ist knapp 43 km in südöstlicher Richtung entfernt. Wegen der Höhenlage ist das Klima gemäßigt bis warm; Regen (ca. 500 mm/Jahr) fällt hauptsächlich im Winterhalbjahr.

## Bevölkerungsentwicklung
| Jahr      | 1857  | 1900  | 1950  | 2000 | 2021 |
| Einwohner | 1.669 | 2.152 | 1.724 | 550  | 419  |

Der deutliche Bevölkerungsrückgang seit den 1930er Jahren ist im Wesentlichen auf die Ausgemeindung von Navecuelas im Jahr 1927, aber auch auf die Mechanisierung der Landwirtschaft, die Aufgabe bäuerlicher Kleinbetriebe („Höfesterben“) und den damit einhergehenden Verlust von Arbeitsplätzen zurückzuführen.

## Wirtschaft
Auf den steinigen Böden der Umgebung wurde vorwiegend Weidewirtschaft betrieben; wenige Felder lieferten die Grundlage für den Anbau von Weizen und anderen Feldfrüchten für die in früheren Zeiten vorwiegend als Selbstversorger lebenden Einwohner. Im Ort selbst ließen sich sukzessive Händler, Handwerker und Dienstleister aller Art nieder. Heute spielt der Tourismus eine wichtige Rolle für die Einnahmen des Ortes und seiner Bewohner.

## Geschichte

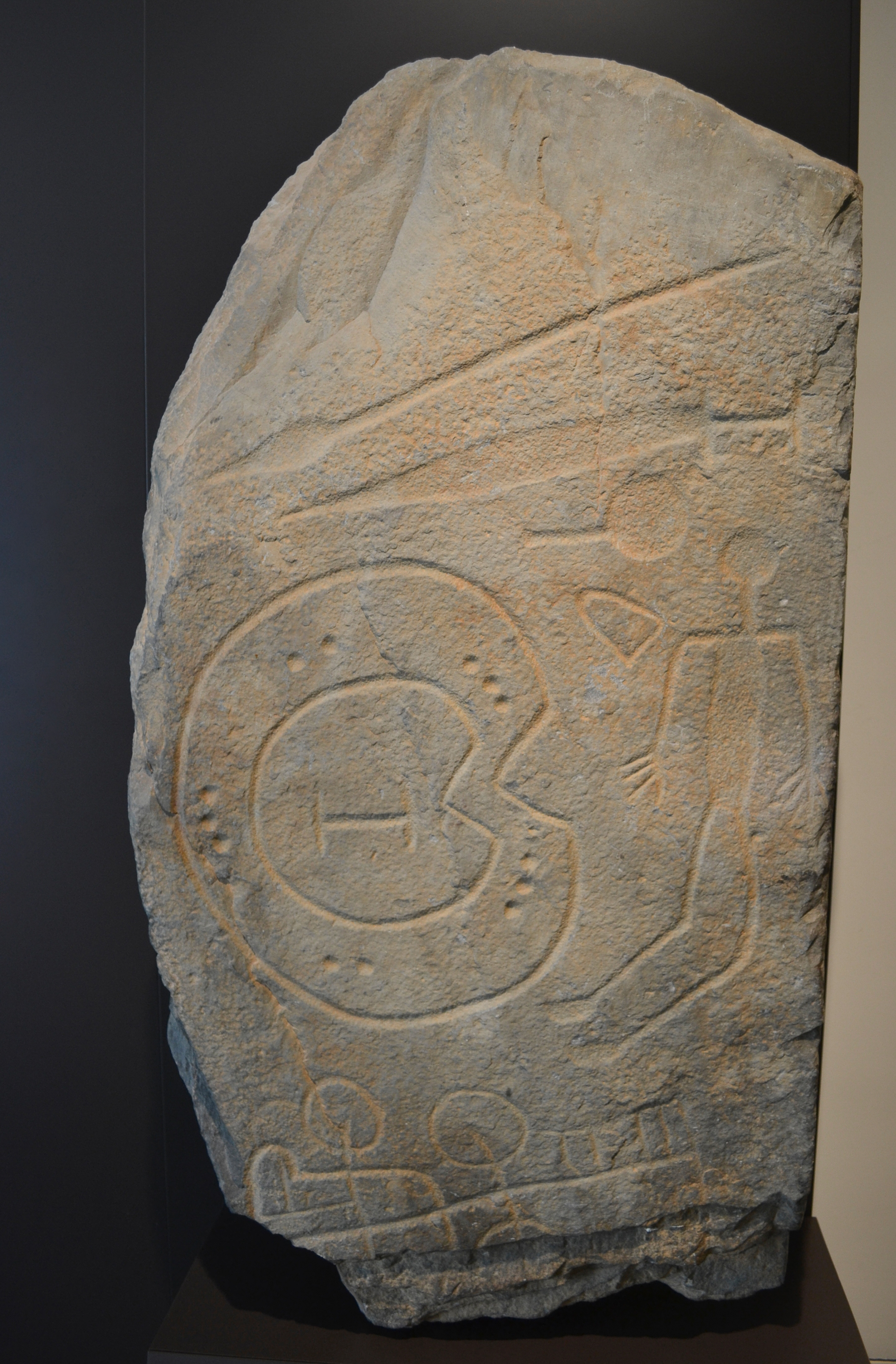
Estela de Solana mit Kriegerdarstellung, Waffen, Rundschild und Streitwagen; heute im Archäologischen Nationalmuseum, Madrid.

In einigen Höhlen bzw. Felsüberhängen wurden Reste von steinzeitlichen Felsmalereien entdeckt. Zu den bronze- oder eisenzeitlichen Funden gehört die außergewöhnliche Stele von Solana de Cabañas. Die Gegend gehörte lange Zeit zur römischen Provinz Lusitania, doch sowohl Römer als auch Westgoten kümmerten sich nicht um das bergige Gebiet und hinterließen keine Spuren. Die Region wurde im 8. Jahrhundert von den Arabern und ihren maurischen Hilfstruppen überrannt; aus der Spätzeit ihrer Anwesenheit stammt die örtliche Burg (castillo). Nach der Rückeroberung (reconquista) der Nachbarstadt Trujillo im Jahr 1232 durch die kastilisch-leonesischen Truppen Ferdinands III. (reg. 1230–1252) wurde Cabañas dem Calatrava-Ritterorden übergeben und sukzessive von Christen aus dem Norden und von Flüchtlingen aus Al-Andalus wiederbesiedelt (repoblación). Im Jahr 1272 verkaufte Alfons X. (reg. 1252–1284) den Ort und seine Umgebung für 30.000 Maravedis an die Ordensritter von Trujillo. Im Jahr 1375 erhielt der Ort die Stadtrechte, blieb aber unter der Grundherrschaft (señorio) der Grafen von Oropesa.

## Sehenswürdigkeiten
- Auf einem Felsen hoch über dem Ort thront die Ruine der in maurischer Zeit erbauten, später jedoch unter den Ritterorden von Calatrava und Trujillo veränderten Burg.[4]
- Alle vier Ortsteile verfügen über einfache Dorfkirchen aus dem 15./16. Jahrhundert.[5]

Umgebung
- Die Ermita de San Gregorio befindet sich ca. 4 km nordwestlich des Ortes.